# ОФК Гласинац 2011
ОФК Гласинац 2011 је фудбалски клуб из Сокоца, Република Српска, Босна и Херцеговина. Тренутно се такмичи у Другој лиги Републике Српске, група исток.

## Историја
Клуб је основан у јуну 2011. и у њему су рад наставили фудбалери и руководство угашеног Гласинца. Клуб је почео са такмичењем у Регионалној лиги Републике Српске, група југ гдје је већ у првој сезони освојио прво мјесто и изборио пласман у Другу лигу Републике Српске.